# Orestés
Orestés (řecky Ὀρέστης, latinsky Orestes) je v řecké mytologii syn mykénského krále Agamemnona a jeho manželky Klytaiméstry.
Po zavraždění otce malého Oresta zachránila jeho starší sestra Élektra, s jejíž podporou pak zavraždil jejich matku s milencem jako pomstu za smrt otce. Za tento čin byl pronásledován a před smrtí v Tauridě (dnešní Krym) jej zachránila další jeho sestra, tamní kněžka Ífigenie. Nakonec se se svým věrným přítelem Pyladem vrátil do Mykén, stal se jejich králem a oženil se svou sestřenicí Hermionou poté, co zabil jejího nemilovaného muže Neoptolema.

## Děj

### Smrt Agamemnona
Král Agamemnón po svém vítězném návratu z trojské války zahynul rukou vrahů najatých jeho bratrancem Aigisthem a zrádnou manželkou Klytaimnéstrou. Ti se stali posléze manželi a Aigisthos usedl na uprázdněný mykénský trůn. Usiloval také o odstranění zákonného dědice, mladého Oresta, ale to mu překazila Orestova sestra Élektra. Odvedla ho do bezpečí k fóckému králi Strofiovi, jehož manželkou byla Agamemnónova sestra Astyochea (zvaná též Anaxibie). Král se ho ujal a vychoval ho jako vlastního. Strofiův syn Pyladés a Orestés se stali doživotními věrnými přáteli.

### Návrat do Mykén
Poté Élektra věnovala sedm let přípravě návratu domů a pomstě za zákeřnou smrt otce. Orestés dospěl, vrátili se do Mykén. Dostal se nepoznán na hrad a nechal se ohlásit královně, že přináší zprávu o smrti jejího syna. Byl vyslechnut s uspokojením a poté nechala zavolat Aigistha. Orestés na nic nečekal, probodl ho hned ve dveřích a poté stejně naložil se svou matkou. Pocítil uspokojení nad potrestáním vrahů svého otce a stejně na jeho čin pohlížel i mykénský lid.

### Pronásledování
Ne tak bohyně pomsty Erínye, ty ho neúprosně pronásledovaly svýma planoucíma očima a syčením a doháněly ho k šílenství. Slitoval se nad ním bůh Apollón, který mu ústy věštkyně Pýthie poradil, ať se odebere do daleké Tauridy, a tam se nechá očistit před posvátnou sochou bohyně Artemis. Čekala ho nebezpečná a dlouhá cesta, která končila tím, že příchozí byli zajímáni a odevzdáváni Artemidiným kněžkám k oběti. Orestés se však na cestu vypravil, doprovázel ho přítel Pyladés.

### Na Tauridě
Cesta byla dlouhá, ale nakonec ji překonali šťastně. Ihned po přistání na Tauridě (dnešní Krym) však byli zajati vojáky krále Thoanta, který je odevzdal kněžce Ífigenei. Kněžce jich však bylo líto a rozhodla se, že jednoho z nich zachrání. Svůj život bez zaváhání nabídl Pyladés. Kněžka si s nimi povídala a brzy zjistila, že jsou jejími krajany a když se vyprávělo o králi Agamemnónovi, který svou dceru obětoval bohyni Artemis, aby zajistil zdar výpravy řeckých vojsk proti
Tróji, vyšlo najevo, že Orestés a Ífigeneia jsou sourozenci. Tím bylo rozhodnuto, Ífigeneia nakonec lstí dosáhla toho, že získali loď a uprchli po moři z Tauridy zpět do Mykén.

### Znovu nabytá práva
V Mykénách je ale nikdo nevítal. V Orestově nepřítomnosti se vlády zmocnil Alétés, Aighistův syn a připravoval se k pomstě Orestovi za smrt svého otce a aby se zbavil právoplatného nástupce trůnu. Chtěl odstranit Pylada, aby se sám mohl stát nápadníkem Élektry, kterou chtěl za ženu. Alétovy zločinné plány ale nevyšly. Orestés ho zabil, když hájil svá práva i život. A jím na mykénský trůn zasedl opět potomek královského rodu Átreovců. Ke své říši připojil ještě Argos a Spartu.
Dále se praví, že si vybojoval ruku krásné Hermioné, dcery krále Meneláa. O ni se ucházel také Achilleův syn Neoptolemos. Jiní říkají, že Meneláos ji skutečně za Neoptolema provdal a Orestés ho potom zabil.
Orestés měl prý dva syny: Penthila, který byl synem Aigisthovy dcery Érigoné a Tísamena, jehož matkou byla Hermioné.

### Boje o trůn skončily
Všichni jsou však zajedno, že Orestovo vítězství nad Alétem uzavřelo dlouholeté krvavé boje o mykénský trůn, na jejichž začátku byli Pelopovi synové Átreus a Thyestés, pokračovaly v generaci Agamemnónově, Aigisthově a uzavřely se návratem Oresta na dědičné místo, čímž se zároveň ukončilo prokletí Tantalova rodu. Sám Orestés prý zemřel jako devadesátiletý kmet po šťastné vládě.